# Vol VASP 168
Le vol VASP 168 était un vol intérieur régulier, assuré par un Boeing 727 reliant São Paulo à Fortaleza, avec un escale à Rio de Janeiro, au Brésil, qui s'est écrasé, le 8 juin 1982, sur le flanc d'une montagne lors de l'approche vers Fortaleza, ne laissant aucun survivant parmi les 137 passagers et membres d'équipage à bord. Il s'agit du troisième accident aérien le plus meurtrier de l'histoire du Brésil, derrière ceux du vol Gol 1907 et du vol TAM 3054.

## Avion et équipage

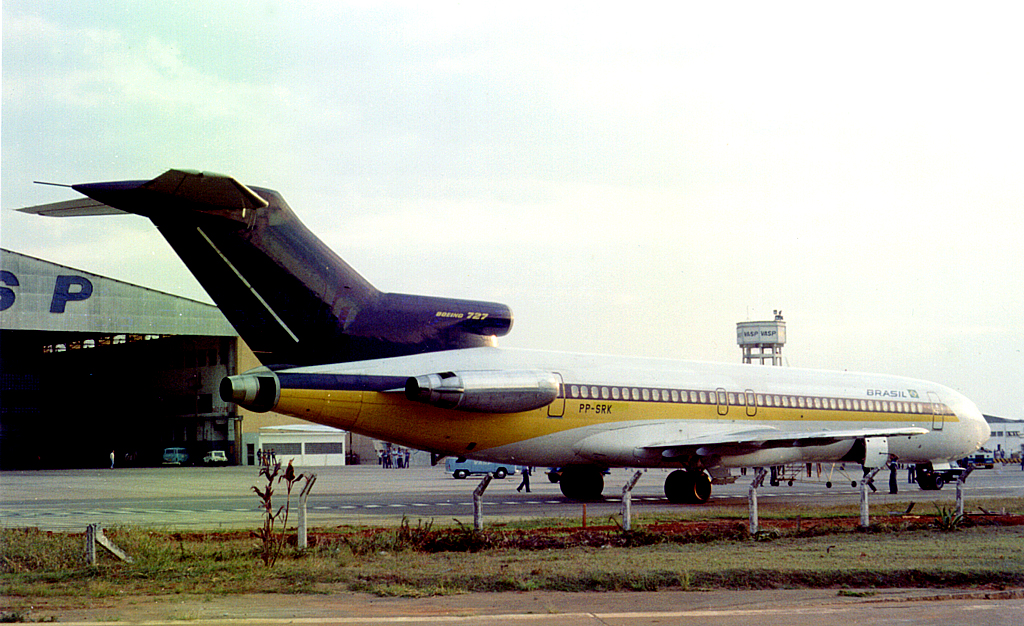
L'appareil impliqué dans l'accident (PP-SRK), ici en juillet 1980, avec la livrée de Singapore Airlines.

L'aéronef impliqué était un Boeing 727-212 âgé d'environ 5 ans, immatriculé PP-SRK (numéro de série 21347/1282). Il a d'abord été livré à Singapore Airlines en 1977 et a été revendu à la compagnie brésilienne VASP le 6 juin 1980. Il était équipé de trois turboréacteurs Pratt & Whitney JT8D-17.
Le commandant de bord Fernando Antônio Vieira de Paiva (43 ans) totalisait plus de 15 000 heures de vol à son actif. Le copilote Carlos Roberto Duarte Barbosa (28 ans) comptaitait plus de 5 000 heures de vol. L'ingénieur de vol José Erimar de Freitas (31 ans) ne cumulé que 279 heures de vol depuis sa qualification de mécanicien navigant en 1979, bien qu'il fût mécanicien aéronautique au sein de VASP depuis 1971.

## Accident
La première étape du vol 168, entre São Paulo à Rio de Janeiro, s'est déroulée sans incident particulier. Le vol a ensuite quitté Rio de Janeiro pour sa destination finale, Fortaleza. 
Alors que le vol approchait de l'aéroport, il a été autorisé à descendre de son altitude de croisière, au niveau de vol 330 (33 000 pieds, soit 10 000 m) et a se stabiliser à l'altitude minimale de descente, fixée à 5 000 pieds (1 500 m). 
Volant de nuit, avec les lumières de la ville devant, le 727 est descendu en dessous de la limite autorisée de 5 000 pieds (1 500 m) fixée par le contrôle aérien, et a continué à descendre jusqu'à ce qu'il s'écrase contre le flanc boisé d'une montagne, à une altitude de 2 500 pieds (760 m), tuant sur le coup les 137 personnes présentes à bord.

## Enquête
L'enquête a révélé que le commandant de bord, peut-être désorienté en raison des lumières vives de la ville située devant lui, a cru se trouver plus près de l'aéroport qu'il ne l'était en réalité et a poursuivi la descente bien en dessous de la limite des 5 000 pieds (1 500 m), bien qu'il ait été averti à deux reprises par l'avertisseur de proximité du sol, ainsi que par le copilote, de la proximité du relief, conduisant l'appareil jusqu'à la collision finale avec la montagne.